# Hélène de Crécy
Hélène de Crécy est une réalisatrice française.

## Biographie
Diplômée en sexologie et santé publique, elle a auparavant suivi des études de lettres et de philosophie. Elle tourne son premier film, un court métrage, en 2001. Son long métrage documentaire La Consultation, réalisé dans le cabinet du docteur Luc Perino, témoigne de la particularité de sa méthode de travail auprès des personnes qu'elle filme.
Son second long métrage, Escort, est consacré à la prostitution étudiante.

## Filmographie

### Court métrage
- 2001 : La Girafe

### Moyens métrages
- 2001 : Désirs d'amour
- 2004 : Secrets d'hommes

### Longs métrages
- 2007 : La Consultation
- 2012 : Escort

## Sélections
- Festival international du film de Locarno 2006 (La Consultation)
- Viennale 2006 (La Consultation)
- Festival des films du monde de Montréal 2006 (La Consultation)
- Festival international du film de Locarno 2006 (La Consultation) - Hors compétition